# 纤维瘤病
纤维瘤病是指一组具有某些共同特征的软组织肿瘤，这些特征包括缺乏细胞学和临床恶性特征、组织学与分化良好的成纤维细胞增殖一致、浸润性生长模式和侵袭性临床行为经常局部复发等。纤维瘤病被世界卫生组织归类为与肉瘤家族相关的中间软组织肿瘤。